# Валь-д’Изер
Валь-д’Изе́р (фр. Val-d'Isère) — коммуна и горнолыжный курорт во Франции, департамент Савойя, регион Овернь — Рона — Альпы. Находится в кантоне Бур-Сен-Морис. Округ коммуны — Альбервиль. Код INSEE коммуны — 73304. Мэр коммуны — Марк Бауэр, мандат действует на протяжении 2014—2020 гг.
В Валь-д’Изере регулярно проходят этапы Кубка мира по горнолыжному спорту, а в 2009 году курорт принимал чемпионат мира по этому виду спорта.
Летом проводится автосалон внедорожных автомобилей.

## Географическое положение
Расположен в 5 км к западу от границы с Италией, на границе национального парка Вануаз. Вместе с городком Тинь образует горнолыжную зону Эспас Килли.

## История
На месте коммуны Валь-д’Изер люди жили ещё до Римской империи. Горные лыжи получили своё развитие в городке в 1930-х годах, когда был построен первый подъёмник.

## Население
Согласно переписи 2012 года население Валь-д’Изере составляло 1637 человека (50,6 % мужчин и 49,4 % женщин). Население коммуны по возрастному диапазону распределилось следующим образом: 22,1 % — жители младше 14 лет, 15,5 % — между 15 и 29 годами, 29,8 % — от 30 до 44 лет, 20,5 % — от 45 до 59 лет и 12,1 % — в возрасте 60 лет и старше. Среди жителей старше 15 лет 40,9 % состояли в браке, 48,4 % — не состояли, 6,4 % — были в разводе, 4,3 % — вдовствовали.
Среди населения старше 15 лет (1200 человек) 9,1 % населения не имели образования, 6,6 % — имели только начальное образование, 7,2 % — закончили только колледж, 22,6 % — получили аттестат об окончании лицея, 26,4 % — закончили полное среднее образование или среднее специальное образование, 16,1 % — закончили сокращённое высшее образование и 12,0 % — получили полное высшее образование.
Динамика населения согласно INSEE:
| Население коммуны в XIX—XXI веках |
| --------------------------------- |
|                                   |